# Gagrellula leucanta
Gagrellula leucanta is een hooiwagen uit de familie Sclerosomatidae.